# Centromer
Als Centromer oder Zentromer (von altgriechisch κέντρον kéntron ‚Mittelpunkt‘ und μέρος méros ‚Teil‘) bezeichnet man den Bereich der primären Konstriktion (Einschnürungsstelle) eines Metaphase-Chromosoms. Das Centromer teilt jedes Chromatid in zwei Arme, deren Längen sich oft deutlich unterscheiden.

Chromosom in der Metaphase (Schema) mit dem Centromer (2) zwischen kurzem (3) und langem Arm (4) der Chromatide (1)

## Rolle bei der Kernteilung
Vor einer Teilung des Zellkerns findet die Replikation der DNA statt. Die hierdurch entstandenen beiden DNA-Doppelstränge werden getrennt verpackt und bilden damit zwei Chromatiden. Diese beiden sogenannten Schwesterchromatiden werden durch Cohesine zusammengehalten. Im Bereich des Centromers hängen die beiden Chromatiden noch zusammen, bis sie zu Beginn der Anaphase einer Kernteilung – bei der Mitose oder bei der zweiten meiotische Teilung – getrennt werden. An den sich am Centromer ausbildenden Proteinkomplexen, den Kinetochoren, setzen dann die Fasern des Spindelapparates an und ziehen die nun getrennten zwei Chromatiden je zu den entgegengesetzten Zellpolen.

## Geschichte
Das Fachwort prägte 1903 der Anatom Wilhelm Waldeyer, der 1888 auch den Terminus Chromosom vorgeschlagen hatte.